# António Homem de Melo de Macedo
António Homem de Melo de Macedo (Toy) (Águeda, Águeda, 13 de Março de 1868 - Lisboa, 23 de Março de 1947) foi um advogado, poeta, escritor e empresário jornalista português.

## Família
Filho de Albano de Melo Ribeiro Pinto e de sua mulher Maria Augusta Homem de Macedo da Câmara.

## Biografia
Bacharel formado em Direito pela Faculdade de Direito da Universidade de Coimbra, Advogado, etc., Poeta e Escritor.
Após a morte de seu pai, o seu irmão Manuel Homem de Melo da Câmara, 1.º Conde de Águeda, tomou a direção do jornal Soberania do Povo, que dirigiu até à sua morte, em colaboração consigo, e depois dirigido por seu sobrinho primogénito.

## Casamento e descendência
Casou no Porto a 9 de Janeiro de 1902 com Maria do Pilar da Cunha Pimentel Homem de Vasconcelos ou de Lima da Cunha Pimentel (Porto, Cedofeita, 20 de Fevereiro de 1882 - 6 de Janeiro de 1963), Senhora da Casa de Cabanas, em Afife, Viana do Castelo, filha de Adolfo da Cunha Pimentel da Gama Lobo ou da Cunha Pimentel Homem de Vasconcelos e de sua mulher Maria Carolina Rossi da Cunha Lima. O casal teve, entre outros filhos e filhas, o famoso poeta Pedro Homem de Melo.